# Costo del lavoro
In economia il costo del lavoro è uno dei costi della produzione in un'impresa.

## Descrizione
Esso non comprende solo il salario corrisposto ai lavoratori, ma anche i contributi obbligatori per le assicurazioni obbligatorie da versare a carico dell'imprenditore (perché quelli a carico del dipendente sono versati dall'imprenditore solo per suo conto), i ratei di tredicesima mensilità ed altre mensilità aggiuntive, i ratei del TFR, le ferie e permessi maturati (soprattutto nell'eventualità che non vengano fruiti regolarmente e per il quale necessiterà la monetizzazione alla cessazione del rapporto) ed ogni altro importo attinente alla prestazione lavorativa (es. lavoro straordinario) da conteggiare a consuntivo vista la natura non prevedibile. 
Normalmente il costo del lavoro rappresenta la parte più consistente dei costi della produzione.

### Costo del lavoro dipendente
Nel caso dei contratti di lavoro italiani a tempo indeterminato presso un'impresa, il costo del lavoro per ciascun dipendente è dato dunque dalle componenti
1. stipendio netto
2. contributi previdenziali a carico del dipendente (es. contributi INPS)
3. imposte a carico del dipendente (IRPEF)
4. contributi a carico dell'impresa (es. contributi INPS non a carico del dipendente, contributi INAIL e TFR)
5. Costi intermedi connessi al lavoro (es. costi per la formazione del personale)

La somma di queste cinque componenti dà come risultato il costo del lavoro per singolo dipendente, quindi considerando sia le voci a carico del dipendente che quelle in carico dell'impresa. Si noti infatti che lo stipendio lordo, dettagliato nel cedolino dello stipendio del lavoratore dipendente, fornisce le informazioni sulle sole prime tre componenti, ovvero quelle in carico al solo dipendente e non i contributi in capo all'azienda sul dipendente stesso. 
Entrambe le voci dei contributi obbligatori sono regolate in base all'ente previdenziale che gestisce il sistema pensionistico obbligatorio del lavoratore in quanto in Italia vige il modello previdenziale corporativo fascista.
Dopo la riforma Monti del sistema pensionistico obbligatorio oltre il 95% dei lavoratori è confluito in una cassa o fondo gestito dall'INPS secondo le leggi vigenti relative al sistema pensionistico obbligatorio.
Il tema del costo del lavoro negli appalti pubblici ha generato un notevole contenzioso nell'ordinamento italiano a causa della gara per la determinazione dell'offerta migliore da parte dell'amministrazione pubblica (per le vere ragioni del contenzioso ed i principi applicabili in dottrina si segnala la tesi di Daniele Iarussi).

## Cuneo fiscale
Il rapporto tra la somma delle ultime quattro voci (contenenti tutti contributi sociali e imposte) e il costo del lavoro è chiamato cuneo fiscale; la somma delle stesse quattro voci è detta amplezza del cuneo fiscale.